# Karl von Stern (Maler)
Karl von Stern (* 21. Oktober 1897 in Zürich; vermisst seit 6. Juli 1944) war ein österreichischer Grafiker und Maler.

## Leben und Wirken
Sein Vater war Maurice Reinhold von Stern. Die Familie übersiedelte 1898 nach St. Oswald bei Freistadt und später nach Ottensheim bzw. Linz. Nach dem Besuch der Mittelschule schrieb er sich bei der Malschule von Matthias May ein und 1922 wurde Mitglied der Künstlervereinigung MAERZ. Er absolvierte die Akademie der Bildenden Künste München.
Nach seiner Rückkehr wurde er Reklamezeichner bei der Feigenkaffeefirma Franck. 1931 hielt er sich in Berlin auf, 1937 in Paris. Seit Juli 1944 gilt er in Russland als verschollen. Sein Bruder Johann († 1960) war Vizebürgermeister in Ottensheim und sein Bruder Max († 1976) war Arzt in Wien.

## Ausstellungen
- 100 Jahre MAERZ. Die Anfänge 1913 bis 1938, Nordico, Linz, 2013